# William Syrjälä
William Syrjälä, ursprungligen Vilho Armas Syrjälä, född 31 mars 1898 i Vesivehmaa, Asikkala, död 4 april 1993 i Palm Beach CountyFlorida, var en finländskamerikansk violinist, trumpetare, trummis, kompositör, sångtextförfattare och sångare. På 1920- och 1930-talen ingick han i Antti Kosolas orkester och var en av sin tids mest framstående finländskamerikanska artister.
Syrjälä föddes i Vesivehmaa i kommunen Asikkala. 1903 flyttade han med modern till Cloquet, Minnesota, där han under skoltiden ändrade förnamnet Vilho till William. Syrjälä var musikaliskt aktiv från och med 1913 och ingick som ung i Cloquet City Band. På 1920-talet ingick Syrjälä som trumpetare, trummis och violinist i Antti Kosolas orkester, som gjorde ett stort antal skivinspelningar, bland annat med Leo Kauppi, Hiski Salomaa och Ernest Paananen som solister. Syrjälä gifte sig med dragspelerskan Viola Turpeinen den 9 juni 1933 i New York och makarna flyttade till Lake Worth, Florida. Makarna gjorde även skivinspelningar tillsammans och Turpeinen framförde några av Syrjäläs kompositioner, däribland Unelmavalssi. Turpeinen avled i cancer 1958 och Syrjälä bodde kvar i Lake Worth, där han var aktiv musiker fram till sin bortgång.

## Inspelade kompositioner[5]
- Janies polka
- Kulkijan suviaamu
- Saunassa
- Tanssin Olgan kanssa
- Unelmavalssi